# Otto uomini fuori
Otto uomini fuori (Eight Men Out) è un film del 1988 basato sul libro del 1963 di Eliot Asinof Eight Men Out: The Black Sox and the 1919 World Series. È stato scritto e diretto da John Sayles. Il film è una drammatizzazione dello Scandalo dei Black Sox della Major League Baseball, in cui otto membri dei Chicago White Sox cospirarono con dei giocatori d'azzardo per perdere intenzionalmente le World Series del 1919. Gran parte del film è stata girata nel vecchio Bush Stadium di Indianapolis in Indiana.

## Trama
Nella stagione 1919 i Chicago White Sox hanno vinto il campionato dell'American League e sono considerati tra le più grandi squadre di baseball mai esistite; tuttavia, l'avaro proprietario della squadra, Charles Comiskey, è poco propenso a ricompensare i suoi giocatori per la spettacolare stagione.
I giocatori d'azzardo "Sleepy Bill" Burns e Billy Maharg vengono a conoscenza del malcontento dei giocatori e chiedono al losco giocatore Chick Gandil di convincere un gruppo selezionato di Sox - tra cui il lanciatore Eddie Cicotte, che ha guidato la classifica delle majors con un record di vittorie e sconfitte di 29-7 e una Media PGL di 1,82 - che avrebbero potuto guadagnare di più giocando male e buttando via le World Series che vincendole contro i Cincinnati Reds. Cicotte era motivato perché Comiskey gli aveva rifiutato i 10.000 dollari promessi se avesse vinto 30 partite nella stagione. Cicotte si stava avvicinando a questo traguardo quando Comiskey ordinò al manager della squadra Kid Gleason di metterlo in panchina per due settimane (saltando cinque trasferte) con la scusa che il braccio del veterano 35enne aveva bisogno di riposo prima della serie.
Un certo numero di giocatori, tra cui Gandil, Swede Risberg e Lefty Williams, seguono lo schema. Anche Shoeless Joe Jackson, la superstar analfabeta della squadra, è invitato, ma viene descritto come non brillante né del tutto sicuro di quello che sta succedendo. Buck Weaver, nel frattempo, insiste sul fatto che è un vincitore e non vuole avere niente a che fare con la correzione.
Quando inizia la serie al meglio delle nove, Cicotte (lanciatore in Gara 1) colpisce deliberatamente il primo battitore dei Reds Morrie Rath nella parte posteriore con il suo secondo lancio seguendo un segnale prestabilito dal gangster Arnold Rothstein che la soluzione era su. Cicotte poi lancia male e rinuncia a cinque punti in quattro inning, quattro dei quali nel quarto, evidenziati da una tripla del lanciatore dei Reds Walter "Dutch" Ruether. Viene quindi sostituito da Gleason, anche se i Sox perdono la prima partita, 9-1. Anche la Williams ha lanciato male in gara 2, mentre Gandil, Risberg e Hap Felsch hanno commesso errori evidenti in campo. Molti dei giocatori si arrabbiano, tuttavia, quando i vari giocatori d'azzardo coinvolti non riescono a pagare in anticipo i soldi promessi.
I giornalisti di Chicago Ring Lardner e Hugh Fullerton diventano sempre più sospettosi, mentre Gleason continua a sentire voci su una sostituzione, ma rimane fiducioso che i suoi ragazzi alla fine ce la faranno.
Un terzo lanciatore non coinvolto nella truffa, il debuttante Dickie Kerr, vince Gara 3 per i Sox, mettendo a disagio sia i giocatori che i compagni di squadra. Altri compagni di squadra come il ricevitore Ray Schalk continuano a giocare duro, mentre Weaver e Jackson non mostrano segni visibili di essersi venduti a Weaver che continua a negare la sua partecipazione. Cicotte perde, ancora una volta, in Gara 4 e anche i Sox perdono Gara 5, mettendoli a una sconfitta dalla sconfitta nella serie. Con il campionato ormai a rischio, i Sox riescono a vincere Gara 6 in extra inning. Gleason intende mettere in panchina Cicotte dal suo prossimo inizio, ma Cicotte, sentendosi in colpa per aver lanciato le sue partite precedenti, chiede un'altra possibilità. L'allenatore accetta con riluttanza e ottiene una facile vittoria in Gara 7. Non pagato dai criminali, anche Williams intende vincere, ma quando la vita di sua moglie è minacciata, lancia di proposito così male che viene rapidamente sostituito da "Big Bill" James nel primo inning. Jackson colpisce un fuoricampo sul lanciatore dei Reds Hod Eller nel terzo inning, ma la squadra perde comunque l'ultima partita.
Cincinnati vince la serie (cinque a tre). Fullerton scrive un articolo che condanna i White Sox. Inizia un'indagine sul fatto che la serie sia stata truccata. Nel 1920, Cicotte e Jackson ammettono che esisteva un accordo (sebbene l'analfabeta Jackson sia stato costretto a fare la sua confessione). Come risultato delle rivelazioni, Cicotte, Williams, Gandil, Felsch, Risberg, McMullin, Jackson e Weaver vengono processati. Gli otto uomini vengono assolti da ogni illecito. Tuttavia, il neo-nominato commissioner Kenesaw Mountain Landis bandisce a vita gli otto uomini perché o hanno perso intenzionalmente le partite o (come ha fatto Weaver) sapevano dell'accordo e non l'hanno segnalato ai funzionari della squadra.
Nel 1925, Weaver guarda Jackson giocare a una partita da semi-professionista nel New Jersey sotto il falso nome "Brown". Sentendo altri fan sospettare la sua vera identità, Weaver dice loro che Jackson è stato il miglior giocatore che abbia mai visto. Quando gli viene chiesto a bruciapelo se il giocatore sia davvero Jackson, Weaver nega, proteggendo il suo ex compagno di squadra dicendo ai fan "quei ragazzi se ne sono andati adesso", ricordando solennemente le World Series del 1919. Una scheda dopo i titoli rivela che gli otto giocatori banditi dallo scandalo non sono mai tornati nelle major. Weaver ha tentato senza successo di revocare il suo divieto in diverse occasioni fino alla sua morte nel 1956.